# Thrillville: Off the Rails
Thrillville: Off the Rails là một game mô phỏng công viên giải trí do hãng Frontier Developments phát triển và LucasArts phát hành tại Bắc Mỹ vào tháng 10 năm 2007. Đây là phần tiếp theo của tựa game ra mắt năm 2006 mang tên Thrillville.

## Cốt truyện
Chú Mortimer (Brian Greene lồng tiếng) chúc mừng người chơi đã biến Thrillville trở thành một trong những công viên giải trí tốt nhất trên thế giới và loại bỏ Globo-Joy khỏi cuộc cạnh tranh khốc liệt này. Tuy vậy, ông cảnh báo người chơi rằng phía đối thủ cạnh tranh có thể cố gắng trả thù. Xem ra một tay gián điệp bằng cách nào đó đã chui vào làm việc cho Thrillville và đang lén ăn cắp ý tưởng của công viên đem về giao lại cho phía Globo-Joy. Qua vài lần điều tra, người chơi mới phát hiện ra rằng tay điệp viên này thực ra đó chính là Vernon Garrison Jr, con trai của chủ tịch Globo-Joy.

## Lối chơi
Giống như tựa game gốc, Thrillville: Off The Rails thuộc thể loại chiến lược và mô phỏng công việc quản lý tất cả các công viên giải trí ở Thrillville. Game cho phép sắp đặt và xóa bỏ các điểm tham quan và công trình kiến trúc như các loại trò chơi cảm giác mạnh, quầy bán đồ ăn và thức uống, phòng tắm, trò chơi giải trí, đồng thời chứa nhiều loại minigame khác nhau chơi được cả trong công viên và trong chế độ "Party Play" của game, cùng với vụ sửa đổi và cho phép người chơi lái tàu lượn của riêng mình trong từng công viên giải trí Thrillville.

## Đón nhận
Thrillville: Off The Rails tiếp nhận "những đánh giá trái chiều hoặc trung bình" từ giới phê bình game trên tất cả hệ máy theo trang web tổng hợp kết quả đánh giá Metacritic. Hầu hết giới phê bình đều dẫn chứng minigame là một sự bổ sung đáng hoan nghênh, đặc biệt là cho phần chơi nối mạng; thế nhưng game bị chỉ trích vì mảng đồ họa quá tệ, bao gồm cả phiên bản PC và Xbox 360. Giới phê bình cũng dẫn chứng một số trường hợp lặp đi lặp lại trong lối chơi của tựa game này.